# Ejército de África (España)
El Ejército de África, llamado en sus inicios Ejército de Operaciones de África y desde 1927 Fuerzas Militares de Marruecos, fue la rama del Ejército de Tierra de España que actuó como guarnición del protectorado marroquí desde su establecimiento en 1912 hasta la independencia de Marruecos en 1956.
Fue creado como respuesta a la resistencia de las tribus rifeñas que llevaría a la guerra del Rif. Durante su actuación en la guerra civil española, como Cuerpo de Ejército Marroquí, las tropas africanas se ganaron la reputación de crueles asesinos entre la población y los militares del bando republicano, como ya hubieran hecho unos años antes contra las cabilas rifeñas.[¿según quién?]

## Antecedentes
La presencia militar española en el Norte de África arranca desde comienzos del siglo XVI, si bien no sería desde la década 1860 con la guerra de África cuando la implicación española es cada vez más directa. En 1909 se produjo un ataque de las tribus rifeñas contra las posiciones de la plaza de Melilla que desembocaría en el conocido como Desastre del Barranco del Lobo. Ello forzaría el envío de tropas africanas a la plaza melillense hasta alcanzar los treinta y cinco mil hombres y constituiría la base del posterior Ejército de África.
Por esas fechas ya había comenzado el reparto de Marruecos debido a las rivalidades entre Francia, Inglaterra y Alemania. Sería en la Conferencia de Algeciras (1906) donde a España se le asignó el norte y el sur de Marruecos, principalmente la zona del Rif, Cabo Juby e Ifni, mientras que Francia se quedó con el resto de Marruecos. Lo cierto es que la zona del Protectorado español era la más pobre, de orografía difícil y con mayor hostilidad por parte de la población. En base, no era ningún negocio para España y constituía más un pozo sin fondo para el Estado.

### El Marruecos español
El Marruecos español era el territorio colonial más cercano a la España peninsular y el más difícil de controlar del conjunto de territorios coloniales. Durante el período 1910-1926 se produjo la guerra del Rif, el momento de mayor dificultad para el dominio del territorio del protectorado.

## Historial operativo

### Guerra del Rif
Con la asignación del protectorado español en 1912, comenzó la progresiva ocupación del territorio asignado a España. Y será entonces cuando se cree el que se conocerá como Ejército de África. Este se verá compuesto por la agrupación de tropas españolas y africanas que se ocupan de guarnecer y extender el territorio bajo administración colonial.
En 1919 tuvo lugar una importante rebelión contra el Marruecos español (y posteriormente contra el dominio colonial francés). El general Fernández Silvestre comenzó una expedición hacia el interior del Rif que terminó con la catastrófica derrota del ejército español en Annual. La dirección de la rebelión rifeña estuvo en manos de Abd el-Krim, quien lograría establecer la República del Rif y poner en una difícil situación a las tropas españolas. Pero el gran error estratégico de Abd el-Krim fue atacar las posiciones francesas, lo que sería el principio del fin. Con el desembarco de Alhucemas las tribus del Rif fueron finalmente vencidas con gran dificultad por las fuerzas franco-españolas tras varios años de lucha.
Tras esa larga y cruenta guerra se había forjado el siempre disciplinado y temido Ejército de África, pero con él apareció un amplio grupo de oficiales militares llamados africanistas que constituiría un importante grupo de presión tanto dentro del ejército como en la política española. Entre ellos, destacaban José Sanjurjo, Francisco Franco, Juan Yagüe, José Enrique Varela, Camilo Alonso Vega, Juan Luis Beigbeder, Fernando Barrón o Emilio Mola.

### Segunda República
Con la llegada de la República se produjeron escasos cambios en la organización del Ejército de África, exceptuando cambio de mandos militares más afectos a la República y la reducción de tropas. A decir verdad, también en la organización político-social del Protectorado se hicieron muy pocos cambios. En julio de 1936, la jefatura estaba a cargo del General Agustín Gómez Morato con residencia en Ceuta. A sus órdenes se encontraban dos circunscripciones militares:
- La Circunscripción Oriental, con sede en Melilla al mando de Manuel Romerales Quintero y dividida en dos partes: La que comprendía Melilla y su territorio circundante, y la que comprendía el Rif con sede en Villa Alhucemas.
- La Circunscripción Occidental, con sede en Tetuán al mando de Osvaldo Capaz Montes y dividida también en dos partes: Ceuta-Tetuán y Larache.

Conforme a la Reforma militar durante la Segunda República, la organización del Ejército de África también se vio inmersa en la misma. En el protectorado marroquí coexistían fuerzas de reclutamiento ordinario, entre las cuales figuraban:
| Unidades                                                    | Efectivos europeos | Efectivos marroquíes | Total  |
| ----------------------------------------------------------- | ------------------ | -------------------- | ------ |
| 2 Legiones del Tercio de Extranjeros.                       | 4.200              |                      | 4.200  |
| 6 batallones de Cazadores y 2 batallones de Ametralladoras  | 6.097              |                      | 6.097  |
| 5 Grupos de Fuerzas Regulares Indígenas                     | 2.160              | 6.830                | 8.990  |
| 5 Mehalas de la Mehal-la Jalifiana, con 3 tabores cada una. | 540                | 4.902                | 5.442  |
| 5 Mejaznías                                                 |                    | 1.640                | 1.640  |
| 5 Grupos de Fuerzas Regulares Indígenas                     | 426                | 990                  | 1.416  |
| 2 Batallones de agrupaciones de Artillería                  | 2.000              |                      | 2.000  |
| 2 Batallones del Arma de Ingenieros                         | 1.000              |                      | 1.000  |
| 3 Grupos de Intendencia                                     | 700                |                      | 700    |
| 3 Grupos de Sanidad                                         | 1.700              |                      | 1.700  |
| Tiradores de Ifni.                                          | 310                | 925                  | 1235   |
| Fuerzas del Sáhara.                                         | 491                |                      | 491    |
|                                                             |                    |                      |        |
| Totales                                                     | 19.624             | 15.287               | 34.911 |

### Guerra civil española

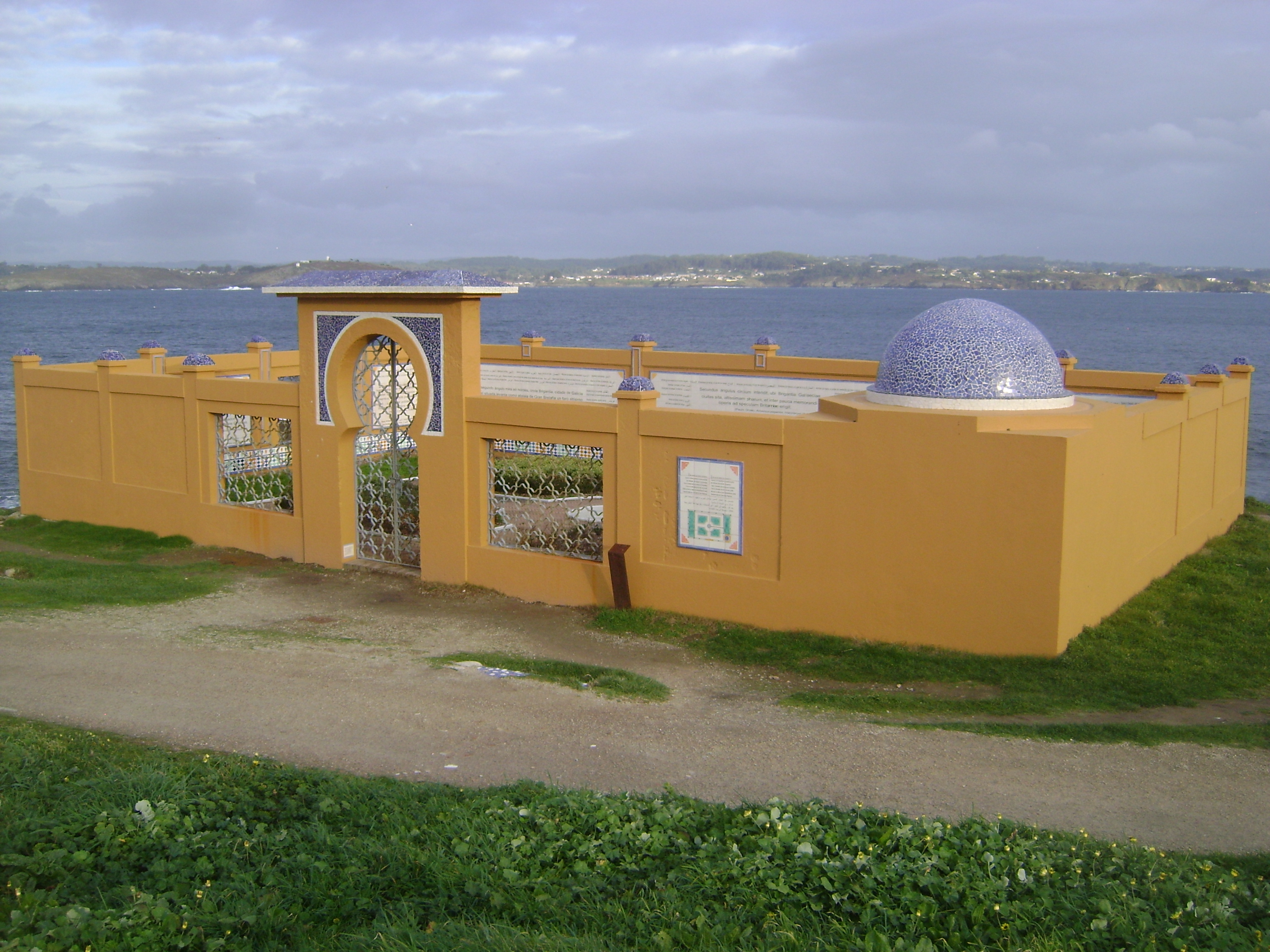
Antiguo cementerio musulmán en La Coruña, donde fueron enterrados los combatientes moros del bando franquista.

El Ejército de África se componía de tropas españolas y de la Legión Española y contrataba soldados locales marroquíes para la infantería y caballería, llamados Regulares. En total, el Ejército de África llegaba a 32 000 soldados y era la unidad más profesional y eficaz comparada con la fuerza de 100 000 hombres del Ejército Español durante los años 20 y 30. El Ejército de África iba a desempeñar un papel clave durante la Guerra civil española que tuvo lugar entre 1936–1939. Junto con otras unidades del Ejército Español, el Ejército de África se sublevó contra la II República y participó en el golpe militar del 18 de julio de 1936. Al día siguiente, el general Franco llegó de las islas Canarias y asumió el mando de esta fuerza. 
El Marruecos español se unió a los golpistas sin una gran oposición, a excepción de algunos mandos y grupos reducidos. La intención inicial era transportar el Ejército de África por mar a la España peninsular. Sin embargo, las tripulaciones de los buques de guerra españoles, cuyos oficiales se habían sumado a la revuelta, se mantuvieron leales al gobierno de la República de Madrid. Un número importante de tropas del Ejército de África se transportó a la España continental en un audaz puente aéreo establecido mediante aviones Junkers y Savoia-Marchetti, aviones de transporte suministrados por Alemania e Italia al incipiente movimiento golpista contra la República.

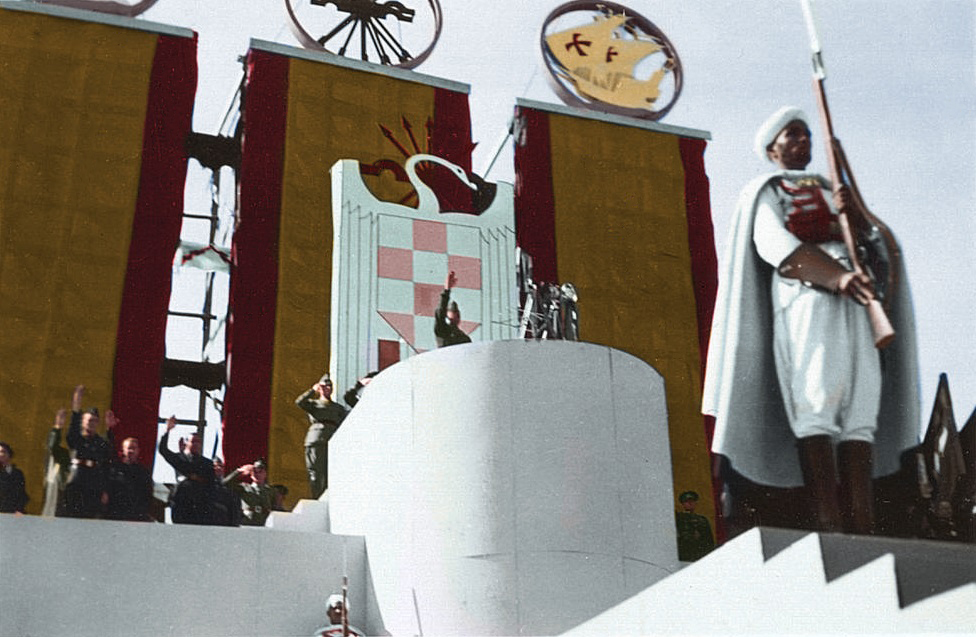
Acto de propaganda de Franco durante la guerra civil española.

Después de llegar a España, el Ejército de África fue dividido en dos columnas, una mandada por el coronel Juan Yagüe y la otra por el general José Varela. Yagüe avanzó al norte y ocupó muy rápidamente buena parte de Extremadura tras las batallas de Mérida y Badajoz. Sería en estas campañas donde perpetraron un gran número de matanzas entre las poblaciones extremeñas y entre los prisioneros de las milicias. Luego cambió de rumbo, hacia el este, hacia Madrid y Toledo, liberando el Alcázar de Toledo. Por otro lado, Varela entró en Andalucía y se hizo con el control de las principales ciudades: Sevilla, Granada y Córdoba. Gracias principalmente a los avances del Ejército de África, casi todo el oeste de España estaba en manos de los sublevados a finales de septiembre de 1936. En el otoño de 1936 las fuerzas sublevadas emprendieron el ataque y las tropas marroquíes constituyeron la vanguardia del ataque hacia la capital, Madrid. Sin embargo, coincidió con la llegada de las Brigadas internacionales, los envíos militares soviéticos y un claro aumento de la resistencia republicana. Las tropas marroquíes que habían avanzado a lo largo de Extramadura y el Tajo habían sufrido un desgaste tal que con las altas bajas habidas durante la batalla de Madrid hicieron que este cuerpo de élite tuviera su primera derrota importante.

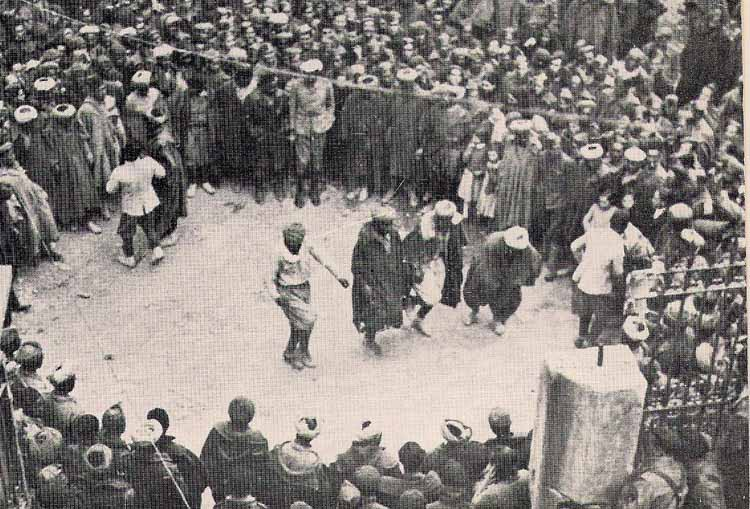
Tropas marroquíes festejando la toma de Rubielos de Mora, 1938.

A principios de 1937, las fuerzas del Ejército de África habían aumentado a 60 000 hombres, renombrándose como Cuerpo de Ejército Marroquí. Por su parte, la Legión y los Regulares se convirtieron en la vanguardia de los golpistas para las operaciones del resto de la guerra y desempeñaron un papel fundamental en la victoria del ejército nacional. Durante el contraataque republicano en Brunete, las tropas marroquíes jugaron un importantísimo papel al soportar el peso del ataque republicano y ser ellas mismas las que tuvieron que rechazarlo. Nuevamente, el Cuerpo de Ejército Marroquí jugó un importantísimo papel durante las batallas de Teruel y Aragón a principios de 1938. Para julio de 1938, el Cuerpo de Ejército de Marroquí estaba integrado por unos 98 000 hombres comandados por el general Juan Yagüe. En aquel momento, estaba formado por las divisiones 40.ª, 50.ª y 105.ª; excepto la 50.ª División, formada por soldados de reemplazo, todas las demás divisiones estaban compuestas por tropas muy aguerridas: legionarios, regulares, mercenarios africanos de los territorios de Ifni y Sahara y voluntarios de las milicias falangistas y carlistas. Durante los primeros momentos de la Batalla del Ebro, el Cuerpo de Ejército Marroquí sufrió el mayor número de bajas debido al éxito de las tropas republicanas, y un número importante de soldados moros fueron hechos prisioneros, siendo fusilados inmediatamente como ya se venía haciendo en el bando republicano a lo largo de la guerra.
Ya en la Ofensiva de Cataluña fueron las unidades moras de las primeras que entraron en Barcelona el 26 de enero, persiguiendo a las restantes unidades republicanas en retirada hasta la frontera francesa. Al final de la guerra se encontraban situadas frente a Madrid, que el 26 de marzo de 1939 se rindió a las tropas sublevadas: la entrada de las tropas marroquíes se producía con dos años y medio de retraso.

### Posguerra y Segunda Guerra Mundial
Tras el final de la guerra civil española, comenzó la de desmovilización y reorganización del Ejército Franquista. El Ejército de Tierra Español debería componerse de veinticuatro divisiones de infantería y una de caballería, encuadradas en diez Cuerpos de Ejército. Dos se desplegaban en los territorios españoles del Norte de África (parte Norte del Protectorado de Marruecos, Ceuta, Melilla y plazas menores):
- El IX Cuerpo de Ejército en su sector occidental, con las Divisiones 91.ª (Ceuta-Tetuán), 92.ª (Larache-Alcazarquivir) y 93.ª (Xauen).
- El X Cuerpo de Ejército en el sector oriental, con las Divisiones 101.ª (Melilla) y 102.ª (Villa-Sanjurjo).

Sección septentrional de los territorios marroquíes bajo protectorado de España hasta 1956.

Las tropas marroquíes retornaron al Protectorado para volver a sus antiguas funciones de guarnición y tropas coloniales: después de dos años de guerra ya habían cumplido el trabajo encomendado y Franco las envió al otro lado del Estrecho. Allí permanecerían durante los años de la Segunda Guerra Mundial, en que podrían servir de utilidad en caso de la entrada de España en la guerra. 
Con la independencia de Marruecos en 1956, la mayor parte de los Regulares de contratación local fueron trasladados al nuevo Ejército Real. Se mantuvieron las ciudades de Ceuta y Melilla y las plazas menores de soberanía española, y todavía en ellas están guarnecidas por unidades de la Legión y Regulares. En los planes de Repliegue del Ejército Español (10 de abril de 1956-31 de agosto de 1961), como consecuencia de la Independencia de Marruecos, se redujeron de ocho a cuatro los Grupos de Fuerzas Regulares de Infantería y se disolvieron los dos Grupos de Caballería. Los Regulares contaban con 127 oficiales marroquíes y 12.445 soldados de esta misma nacionalidad.